# Alfred Parland
Alfred Aleksándrovich Parland (en ruso Альфред Александрович Парланд, 12 de diciembre de 1842 en San Petersburgo - 1919 en Petrogrado) fue un arquitecto ruso, maestro y profesor. Sus trabajos incluyen la construcción de la iglesia de la Resurrección de Cristo.

## Biografía
Parland provenía de una familia báltico-alemana-escocesa que estaba al servicio del zar desde el año 1800 en el palacio de Peterhof. En primer lugar que estudió fue en una escuela de cuarto grado en San Petersburgo, luego en la Escuela Politécnica de Stuttgart y se graduó en 1862 en la Academia de Arte Ruso. Durante su entrenamiento, fue reconocido por sus dibujos y arquitecturas con cinco medallas.
Después de terminar sus estudios académicos en 1871 recibió, tras ganar la competencia para el diseño de una cúpula en el cementerio ortodoxo, una medalla de oro y el derecho a viajar en el "país extranjero" en la forma de una beca de la Academia.
Después de que finalmente fue capaz de ir en viajes al extranjero, Parland visitó Italia y otros países europeos para estudiar los monumentos arquitectónicos. Durante el recorrido Parland fue creando planos y dibujos. Se le concedió después de su regreso a San Petersburgo en 1880, el título de Miembro de la Academia Rusa de las Artes y en 1892 fue nombrado profesor de la Academia de Bellas Artes. En la década siguiente Parland llevó a cabo conferencias sobre la arquitectura de la antigua Grecia y Roma.

## Su trabajo

Iglesia de la Resurrección de Cristo.

Durante su carrera Parland diseñó varios edificios religiosos, el más famoso de los cuales se encuentra en la iglesia de la Resurrección de Cristo en San Petersburgo. Este edificio se convirtió en la labor de la vida de Parland, ya que fue construido en un cuarto de siglo, y Parland supervisó la construcción de la iglesia hasta 1907, tras lo cual fue responsable de su mantenimiento. Fue uno de los principales arquitectos de la segunda etapa de la arquitectura ecléctica en Rusia.
Entre los edificios diseñados por Parland en San Petersburgo se encuentra la iglesia del monasterio Troitsa-Sergijevskin, que fue diseñada por Parland inmediatamente después de graduarse en San Petersburgo de la Academia Imperial de Bellas Artes en 1871. También fue responsable de las obras de renovación de la iglesia Znamenskajan en Peterhof, y fue elegido miembro de la catedral de Kazán, grupo del trabajo de restauración establecido para los años 1910 a 1911.
Parland fue ofrecido una cátedra en 1892, y en 1905 fue nombrado miembro honorario de la Academia de Arte. Él se hizo cargo del palacio post imperial, la Casa Real de Asuntos con la responsabilidad de bienes raíces, y fue galardonado con varias medallas en el camino de su carrera. Parland, además, fue profesor de griego y de la arquitectura romana en la academia de artes de San Petersburgo.
Parland murió soltero y sin hijos, en San Petersburgo en 1919. Está enterrado en el cementerio de Smolensk, en San Petersburgo Vasilinsaarelle.